# Centrorhynchus mabuiae
Centrorhynchus mabuiae är en hakmaskart som först beskrevs av Otto Friedrich Bernhard von Linstow 1908.  Centrorhynchus mabuiae ingår i släktet Centrorhynchus och familjen Centrorhynchidae. Inga underarter finns listade i Catalogue of Life.